# Pere Casas Torres
Pere Casas Torres (Terrassa, 11 de març de 1957 - Sabadell, 31 de març de 2022) va ser un compositor de música contemporània, guardonat amb diferents premis nacionals de composició i amb estrenes internacionals.

## Biografia
Nascut a Terrassa, va viure a Sabadell des del 1984. Membre de l'Associació Catalana de Compositors des de l'any 1989, s'han interpretat obres seves a Terrassa, Barcelona, Sabadell, Madrid, Tarragona, Vigo, València, el Festival de Torroella de Montgrí, el Festival Castell de Peralada, Màlaga, Festival Grec l'any 1998, Andorra, Basilea, Luxemburg, París, Düsseldorf, Bad Brückenau, Brussel·les, Dormagen, Willich, Hamburg, Palerm, Cracòvia, Perpinyà, Berlín i Londres, entre altres llocs.
Va obtenir el primer premi de composició de les Joventuts Musicals de Barcelona l'any 1989, i va ser finalista al concurs de composició de Radio France (París) el 1991. Va rebre encàrrecs de diverses formacions i entitats, entre les quals destaquen les Juventudes Musicales de España, l'aula de cant del Liceu, la Fundació J.V. Foix, el grup de música contemporània Música XXI, el quintet de vent de l'Orquestra de Cadaqués, la Fundació La Caixa, l'Ajuntament de Sabadell –per a l'enregistrament d'unes obres a càrrec del Trio à cordes de París (1992) i de la London Sinfonietta (1997)–, el Centro para la Difusión de la Música Contemporánea de Madrid, el festival de música Joves Europeus (Barcelona 1998), la Fundació Caixa de Sabadell, l'Spanish Brass Luur Metalls, el Ciclo de Música Contemporánea de Málaga, l'Orquestra Simfònica del Vallès i l'Orchester Deutsche Oper de Berlín, entre d'altres. Col·laborà amb l'artista plàstica alemanya Janina Widra-Lamberty i, entre els anys 1999 i 2003, va exercir d'assessor musical a TV3, la BBC i Vía Digital. Col·laborà com a assistent musical per a l'estudi Anacrusi i fa enregistraments per als segells discogràfics Harmonia Mundi i Naxos, entre d'altres.